# 普拉德斯山脈

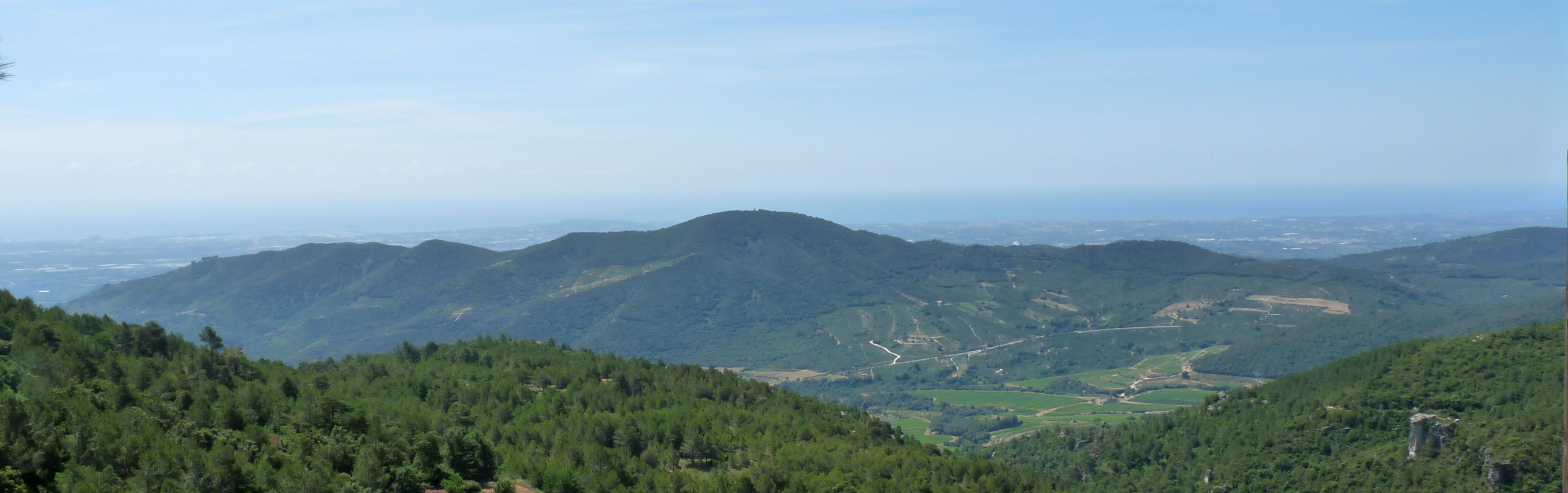

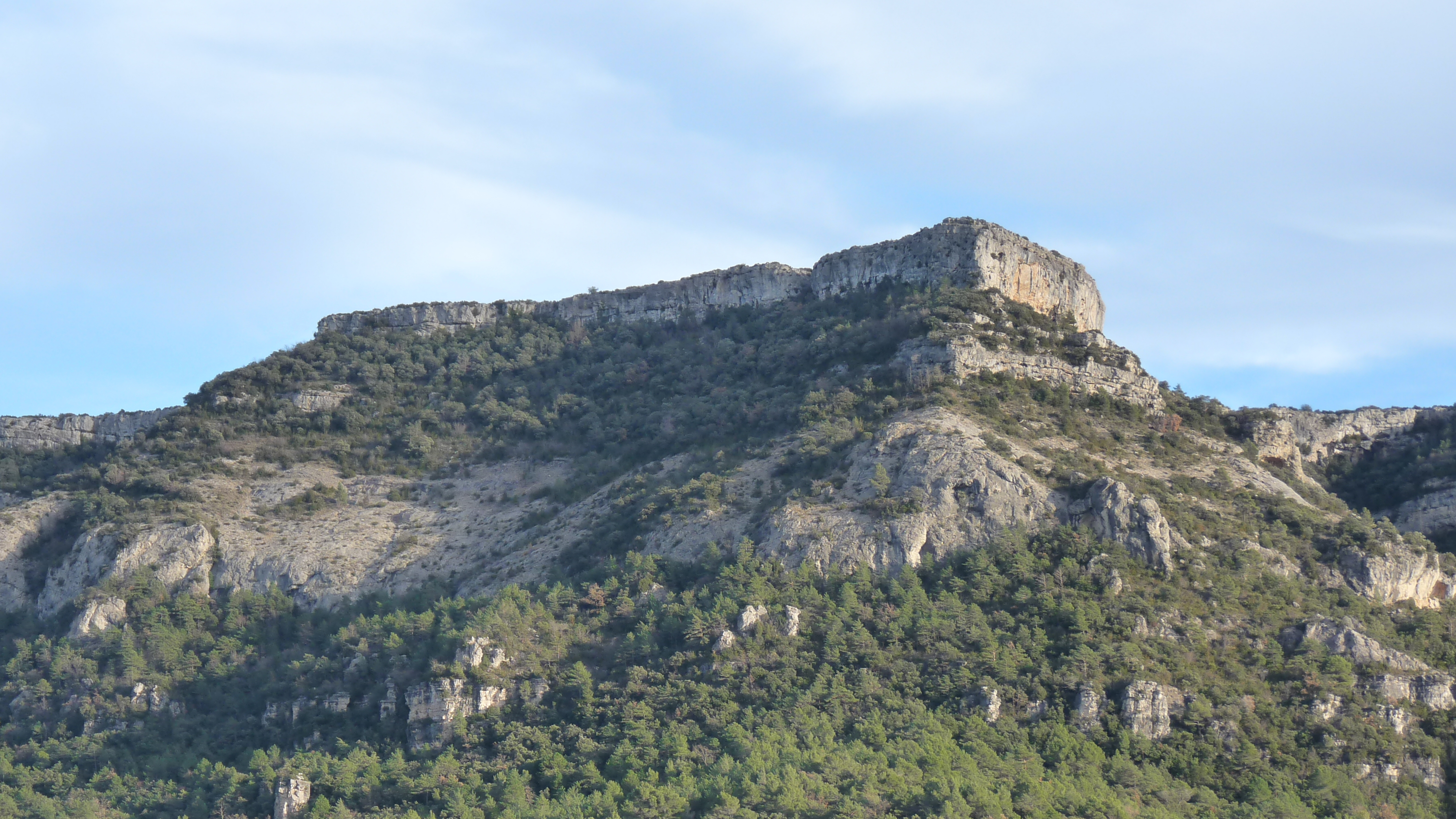

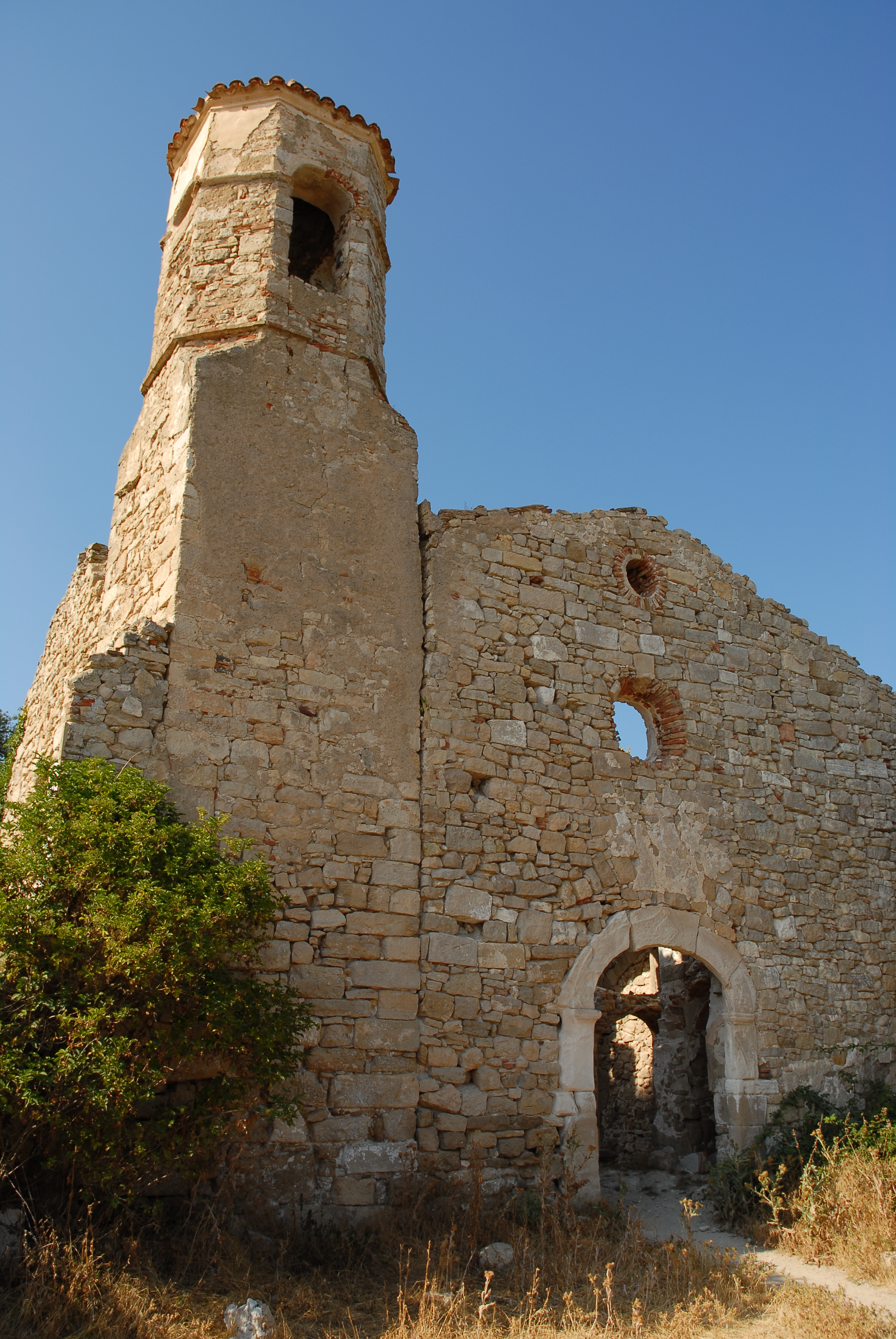

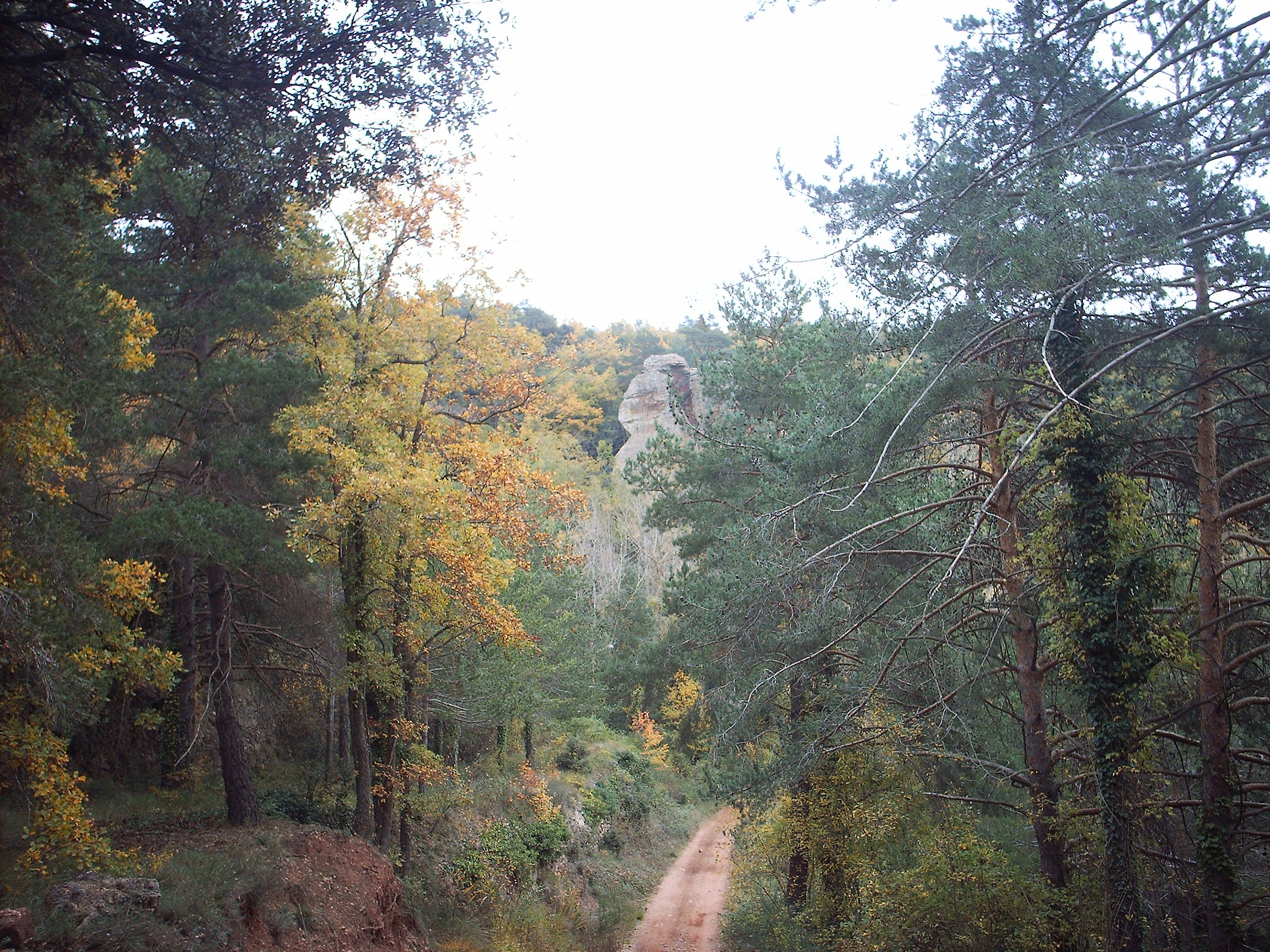

普拉德斯山脈，是西班牙的山脈，位於該國東北部加泰羅尼亞，屬於加泰羅尼亞前海岸山脈的一部分，最高點海拔高度1,203米，山體由石灰岩組成。